# Nindra
Nindra là một mandal thuộc huyện Chittoor, bang Andhra Pradesh.